# 문형주
문형주(1975년 6월 3일 ~ )는 대한민국의 배우이다.

## 학력
- 한국예술종합학교 예술전문사과정 연기학 석사
- 단국대학교 독어독문학과

## 출연작

### 영화
- 《짓》 (2013년) - 마담 역
- 《모차르트 타운》 (2011년) - 마담 역
- 《무방비도시》 (2008년) - 버스 1억녀 역
- 《한》 (2007년) - 여자 역
- 《인사이드 코퍼레이션》 (2007년) - 국장 역
- 《그녀의 핵주먹》 (2006년)
- 《홀리데이》 (2006년) - 춘자 역
- 《물 속의 사막》 (2005년)

### 드라마
- 《크리미널 마인드》 (tvN, 2017년) - 홍성미 역
- 《투모로우보이》 (웹드라마, 2016년) - 태평의 할머니 역
- 《판타스틱》 (JTBC, 2016년) - 직장선배 역
- 《하트 투 하트》 (tvN, 2014년) - 나체녀어머니 역
- 《인수대비》 (JTBC, 2011년) - 제안부부인최씨 역
- 《트리플》 (MBC, 2008년) - 광고회사부장 역

### 연극
- 《비극의 일인자》
- 《맘모스 해동》
- 《칼리큘라》
- 《당통의 죽음》
- 《꿈속의 꿈》
- 《테너를 빌려줘》
- 《나는 고백한다》
- 《모든 것을 가진 여자》
- 《레티스와 러비지》
- 《서른 두살 원해》
- 《열여덟번째 낙타》
- 《민영이야기》
- 《모든건 타이밍》
- 《철안붓다》
- 《햄릿1999》
- 《홀스또메르》
- 《택시드리벌》
- 《파우스트》